# Família lògica
En enginyeria informàtica, una família lògica és un dels dos conceptes relacionats:
- Una família lògica de dispositius de circuits integrats digitals monolítics és un grup de portes lògiques electròniques construïdes utilitzant un dels diferents dissenys, normalment amb nivells lògics compatibles i característiques d'alimentació dins d'una família. Moltes famílies lògiques es van produir com a components individuals, cadascuna conté una o unes quantes funcions lògiques bàsiques relacionades, que es podien utilitzar com a "blocs de construcció" per crear sistemes o com a "cola" per interconnectar circuits integrats més complexos.
- Una família lògica també pot ser un conjunt de tècniques utilitzades per implementar la lògica dins de circuits integrats VLSI, com ara processadors centrals, memòries o altres funcions complexes. Algunes d'aquestes famílies lògiques utilitzen tècniques estàtiques per minimitzar la complexitat del disseny. Altres famílies lògiques d'aquest tipus, com la lògica del domino, utilitzen tècniques dinàmiques de cronometratge per minimitzar la mida, el consum d'energia i el retard.

Abans de l'ús generalitzat dels circuits integrats, s'utilitzaven diversos sistemes lògics d'estat sòlid i de tubs de buit, però mai van ser tan estandarditzats i interoperables com els dispositius de circuit integrat. La família lògica més comuna en els dispositius semiconductors moderns és la lògica d'òxid metàl·lic-semiconductor (MOS), a causa del baix consum d'energia, les mides de transistors petites i l'alta densitat de transistors.

## Tecnologies
La llista de famílies lògiques de blocs de construcció empaquetats es pot dividir en categories, enumerades aquí en ordre aproximadament cronològic d'introducció, juntament amb les seves abreviatures habituals:
- Lògica resistència-transistor (RTL)
  - Lògica de transistors d'acoblament directe (DCTL)
  - Lògica de transistors unipolars acoblats directament (DCUTL)
  - Lògica resistor-condensador-transistor (RCTL)
- Lògica acoblada a emissor (ECL)
  - Lògica acoblada a emissor positiu (PECL)
  - PECL de baixa tensió (LVPECL)
  - Micrològic de transistors complementaris (CTuL)
- Lògica díode-transistor (DTL)
  - Lògica de díodes transistors complementats (CTDL)
  - Lògica de llindar alt (HTL)
- Lògica transistor-transistor (TTL)
- Lògica MOS (metall-òxid-semiconductor).
  - Lògica MOS de tipus P (PMOS).
  - Lògica MOS de tipus N (NMOS).
    - Lògica NMOS de càrrega d'esgotament
    - NMOS d'alta densitat (HMOS)

  - Lògica MOS complementària (CMOS).
  - Lògica MOS bipolar (BiMOS).
    - CMOS bipolar (BiCMOS)
- Lògica d'injecció integrada (I2L)
- Lògica del transceptor Gunning (GTL)

## Comparació de famílies lògiques de circuits integrats monolítics
Les següents famílies lògiques s'haurien utilitzat per construir sistemes a partir de blocs funcionals com ara xancletes, comptadors i portes, o bé s'utilitzarien com a lògica "pegament" per interconnectar dispositius d'integració a gran escala com ara memòria i processadors. . No es mostren algunes de les primeres famílies lògiques obscures de principis dels anys 60, com ara DCTL (lògica de transistors acoblats directes), que no es va fer àmpliament disponible.
| Família | Descripció                | Retard de propagació (ns) | Velocitat (MHz)  | Consum per porta@1 MHz (mW) | Voltatge típic V (range)  | Any de sortida |
| ------- | ------------------------- | ------------------------- | ---------------- | --------------------------- | ------------------------- | -------------- |
| RTL     | Resistor–transistor logic | 500                       | 4                | 10                          | 3.3                       | 1963           |
| DTL     | Diode–transistor logic    | 25                        |                  | 10                          | 5                         | 1962           |
| PMOS    | MEM 1000                  | 300                       | 1                | 9                           | -27 and -13               | 1967           |
| CMOS    | AC/ACT                    | 3                         | 125              | 0.5                         | 3.3 or 5 (2-6 or 4.5-5.5) | 1985           |
| CMOS    | HC/HCT                    | 9                         | 50               | 0.5                         | 5 (2-6 or 4.5-5.5)        | 1982           |
| CMOS    | 4000B/74C                 | 30                        | 5                | 1.2                         | 10V (3-18)                | 1970           |
| TTL     | Original series           | 10                        | 25               | 10                          | 5 (4.75-5.25)             | 1964           |
| TTL     | L                         | 33                        | 3                | 1                           | 5 (4.75-5.25)             | 1964           |
| TTL     | H                         | 6                         | 43               | 22                          | 5 (4.75-5.25)             | 1964           |
| TTL     | S                         | 3                         | 100              | 19                          | 5 (4.75-5.25)             | 1969           |
| TTL     | LS                        | 10                        | 40               | 2                           | 5 (4.75-5.25)             | 1976           |
| TTL     | ALS                       | 4                         | 50               | 1.3                         | 5 (4.5-5.5)               | 1976           |
| TTL     | F                         | 3.5                       | 100              | 5.4                         | 5 (4.75-5.25)             | 1979           |
| TTL     | AS                        | 2                         | 105              | 8                           | 5 (4.5-5.5)               | 1980           |
| TTL     | G                         | 1.5                       | 1125 (1.125 GHz) |                             | 1.65 - 3.6                | 2004           |
| ECL     | ECL III                   | 1                         | 500              | 60                          | -5.2(-5.19 - -5.21)       | 1968           |
| ECL     | MECL I                    | 8                         |                  | 31                          | -5.2                      | 1962           |
| ECL     | ECL 10K                   | 2                         | 125              | 25                          | -5.2(-5.19 - -5.21)       | 1971           |
| ECL     | ECL 100K                  | 0.75                      | 350              | 40                          | -4.5(-4.2 - -5.2)         | 1981           |
| ECL     | ECL 100KH                 | 1                         | 250              | 25                          | -5.2(-4.9 - -5.5)         | 1981           |